# Iákovos Polianidis
Iákovos Polianidis –en griego, Ιάκωβος Πολιανίδης– (1969) es un deportista griego que compitió en halterofilia. Ganó una medalla de bronce en el Campeonato Europeo de Halterofilia de 1994, en la categoría de 54 kg.

## Palmarés internacional
| Campeonato Europeo | Campeonato Europeo        | Campeonato Europeo | Campeonato Europeo |
| Año                | Lugar                     | Medalla            | Categoría          |
| ------------------ | ------------------------- | ------------------ | ------------------ |
| 1994               | Sokolov (República Checa) | Medalla de bronce  | 54 kg              |